# El Clopers
El Clopers és conjunt d'edificacions adossades de diferents èpoques, catalogades com a monument del municipi de Santa Coloma de Farners (Selva) inclòs en l'Inventari del Patrimoni Arquitectònic de Catalunya. La primera notícia documental és una capbrevació a favor de Berenguer de Farners per Francesc Clopers de l'any 1339 però l'edifici actual és del segle xix.
El cos principal, de tres plantes amb coberta de dues vessants amb caiguda a la façana és del segle XIX. La porta té brancals de pedra i arc rebaixat, però la llinda i la resta d'obertures són de rajol amb arc de descàrrega. La primera planta té balcons amb barana de ferro, la segona planta només la finestra central té una barana. El parament és tot de pedra irregular i carreus ben tallats als angles. La façana principal dona a un pati tancat per un mur on hi ha el paller del qual destaca un rellotge de sol. Darrere d'aquest cos principal, hi ha un altre cos de dues plantes amb una gran terrassa i una galeria de dos arcs de mig punt també de rajol. La façana lateral també té una entrada que correspon a un altre habitatge, amb arc rebaixat, situat sota la terrassa. Al costat hi ha les finestres rectangulars, i tres obertures amb arc de mig punt també de rajol.